# Lampides viosa
Lampides viosa är en fjärilsart som beskrevs av Hans Fruhstorfer 1916. Lampides viosa ingår i släktet Lampides och familjen juvelvingar. Inga underarter finns listade i Catalogue of Life.